# Шафранув
Шафранув (пол. Szafranów) — село в Польщі, у гміні Чермін Мелецького повіту Підкарпатського воєводства.
Населення — 252 особи (2011).
У 1975-1998 роках село належало до Ряшівського воєводства.

## Демографія
Демографічна структура станом на 31 березня 2011 року:
|          | Загалом | Допрацездатний вік | Працездатний вік | Постпрацездатний вік |
| -------- | ------- | ------------------ | ---------------- | -------------------- |
| Чоловіки | 131     | 24                 | 94               | 13                   |
| Жінки    | 121     | 20                 | 72               | 29                   |
| Разом    | 252     | 44                 | 166              | 42                   |